# Estação Normal
A Estação Normal é uma das estações do Metrô da Cidade do México, situada na Cidade do México, entre a Estação Colegio Militar e a Estação San Cosme. Administrada pelo Sistema de Transporte Colectivo, faz parte da Linha 2.
Foi inaugurada em 14 de setembro de 1970. Localiza-se no cruzamento da Estrada México-Tacuba com a Avenida de los Maestros. Atende o bairro Tlaxpana, situado na demarcação territorial de Miguel Hidalgo. A estação registrou um movimento de 13.393.733 passageiros em 2016.